# ولسو
ولسو (به ایتالیایی: Veleso) یک کومونه در ایتالیا است که در استان کومو واقع شده‌است.

## خصوصیات
ولسو ۵٫۹ کیلومترمربع مساحت و ۲۷۵ نفر جمعیت دارد.